# علی‌پور، بیهار
علی‌پور، بیهار (به انگلیسی: Alipur, Bihar) یک منطقهٔ مسکونی در هند است که در بیهار واقع شده‌است.